# Olejarka abisyńska
Olejarka abisyńska (Guizotia abyssinica) – gatunek jednorocznej rośliny z rodziny astrowatych. Wywodzi się z Etiopii, gdzie również rozpoczęto jej uprawę. Jest źródłem oleistych nasion o licznych zastosowaniach, zarówno w żywieniu ludzi, jak i ptaków egzotycznych. Ziarno to potocznie bywa nazywane murzynkiem.

## Systematyka
Po raz pierwszy gatunek opisał syn Karola Linneusza – Carl von Linné le Jeune – jako Polymnia abisynica. Autorem obecnie używanej nazwy Guizotia abyssinica jest Henri Cassini; nadał ją w 59. tomie Dictionnaire des sciences naturelles (1829). Gatunek opisywany był pod licznymi synonimami. Kariotyp jest symetryczny, inaczej, niż u niektórych pozostałych olejarek; 2n=30. Odnotowano hybrydy pomiędzy olejarką abisyńską a Guizotia scabra podg. schimperi i podg. scabra oraz Guizotia villosa.

## Morfologia
ŁodygaOwłosiona po sam szczyt. Osiąga 0,5–1,5 m wysokości. Są puste w środku, łamliwe. Łodyga ma od 5 do 12 odgałęzień. Jej kolor waha się od fioletowej po zieloną. U nasady osiąga 1,5 cm średnicy.
LiścieUlistnienie naprzeciwległe. Liście siedzące, o kształcie od sercowatego po owalnie lancetowaty, piłkowane, chropowate w dotyku. Osiągają 22 cm długości, 3–5 cm szerokości. Liścienie długo pozostają na roślinie.
KwiatyPodsadki o łuskowatym kształcie, ułożone w dwóch rzędach. Kwiatostany żółte, rzadziej zielonawe, dobrze widoczne, zgrupowane w baldachogrona. Poszczególnych hermafrodytycznych kwiatów rurkowatych jest 40–60, otaczają je kwiaty języczkowe. Kwitnienie całego kwiatostanu trwa 7–8 dni. Główka kwiatowa osiąga 15–50 mm średnicy.
OwocZ jednej główki kwiatowej powstać może około 40 owoców w formie niełupki barwy czarnej. Występuje kiełkowanie epigeiczne. Skład owoców omówiono w sekcji Zastosowania.

## Zasięg
Pierwotnie olejarka abisyńska występowała na wyżynach Etiopii. Uprawiana jest jednak na pozostałych terenach Etiopii, a także w Indiach (główny producent, obok Etiopii), Nepalu, Mjanmie, Bangladeszu, Kenii, Malawi, Ugandzie i Demokratycznej Republice Kongo. Uprawiana jest na wysokości od 200 do 2500 m n.p.m. Olejarka abisyńska rośnie dziko także na Półwyspie Indyjskim, prawdopodobnie wprowadzili ją tam dawni kupcy. Być może wprowadzili ją imigranci z Etiopii, podobnie jak miało to miejsce z ragi, czyli manneczką łękowatą (Eleusine coracana).

## Uprawa

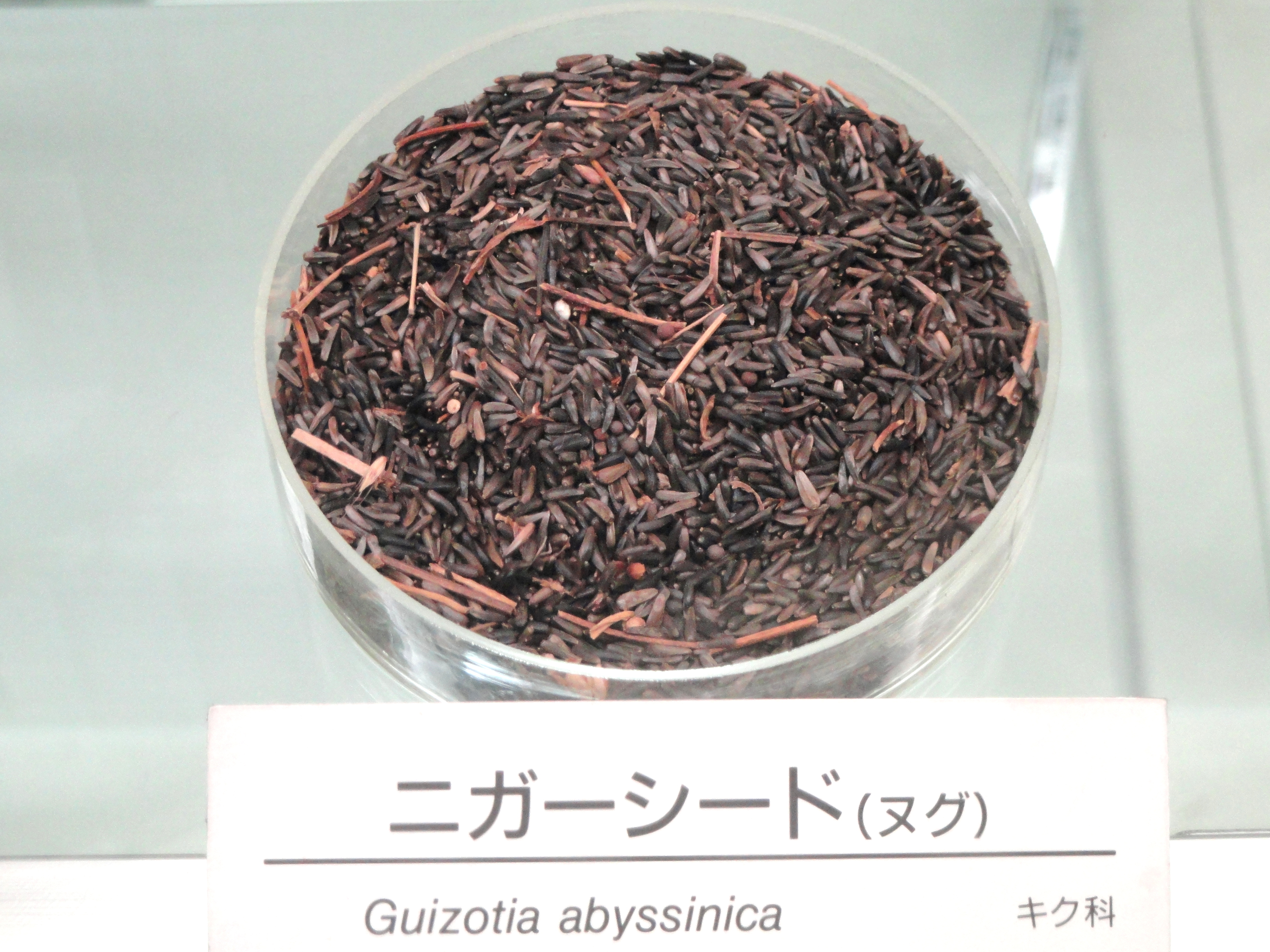
murzynek

Olejarka abisyńska wymaga w uprawie umiarkowanych opadów. Rośnie zarówno w strefie tropikalnej, jak i umiarkowanej, jednak źle znosi chłodne noce. Plony wynoszą przeciętnie 0,2–0,3 tony/ha, z dobrym zarządzaniem ziemią osiągają 0,5–0,6 tony/ha (w Kenii osiągnięto 0,6 tony/ha w monokulturze). Plony z eksperymentalnych, ulepszonych kultywarów w Indiach wyniosły 1–1,2 tony/ha. Plenność w Indiach w uprawach mieszanych z manneczką łękowatą, wynosiła 0,1–0,2 tony/ha. Badania w stanie Minnesota wykazały, że zapotrzebowanie upraw olejarki na azot wynosi 60 kg/ha. Nie wykazano korzyści nawożenia potasem i fosforem. Podczas badań w północno-wschodnim Pakistanie wykazano, że najlepszy rozstęp między roślinami wynosi 30 cm. Dobrze rośnie na glebie o pH wynoszącym 5,2–7,3. Jest odporna na zasolenie gleby, te jednak opóźnia kwitnienie.

## Zastosowania
Lokalna etiopska nazwa ziarna olejarki abisyńskiej to noug. Olej uzyskany z murzynka jest jadalny. Schnie powoli, dodawany jest do żywności, farb i mydeł, lamp olejnych. Może zastąpić olej oliwkowy, zostać zmieszany z olejem lnianym, stanowi również domieszkę do oleju rzepakowego, sezamowego i innych. W Etiopii nasiona murzynka wyciskane z miodem wchodzą w skład ciastek, zaś makuchem karmi się bydło. We wspomnianym kraju to główna roślina oleista. Rośliny przed kwitnieniem znajdują zastosowanie jako nawóz. Smażone lub przypieczone nasiona olejarki używane są jako przekąska lub przyprawa. Wchodzą także w skład karm dla drobnych ptaków egzotycznych. W Indiach około 75% nasion z upraw przeznacza się na olej, pozostałe trafiają na eksport z przeznaczeniem na karmę dla ptaków. Owce mogą jeść całą olejarkę, natomiast bydło jedynie kiszonkę. Znajduje również zastosowanie w medycynie ludowej.
Zawartość oleju w murzynku wynosi blisko 30%, jest to jednak zmienna cecha, zależna od regionu. Przykładowo wśród zbadanego ziarna z czterech siedlisk w Etiopii zawartość oleju wynosiła 37,41–39,3%. Nie są to znacząco odmienne wartości niż u nasion bardziej rozpowszechnionych roślin oleistych, jak słonecznik czy orzechy arachidowe. Wśród kwasów tłuszczowych w murzynku dominuje kwas linolowy (średnio 78,2% wszystkich kwasów tłuszczowych zawartych w nasionach w stanowisku badanych w Etiopii, 51,6–58,4% i 45,4–65,8% w dwóch miejsc w Indiach). Zawartość witaminy E wynosi 70 mg/100 g. Jest bardzo wysoka na tle innych nasion oleistych (dla słonecznika 37,77 mg/100 g, dla orzeszków ziemnych 10,1 mg/100 g).
| Składniki pokarmowe | Składniki pokarmowe | Witaminy    | Witaminy | Składniki mineralne | Składniki mineralne |
| ------------------- | ------------------- | ----------- | -------- | ------------------- | ------------------- |
| woda                | 6,2–7,2 g           | witamina A  | – mg     | magnez              | bd mg               |
| energia             | 483 kcal            | witamina B1 | 0,43 mg  | fosfor              | 180–800 mg          |
| węglowodany         | 34,2–39,7 g         | witamina B2 | 0,55 mg  | żelazo              | – mg                |
| w tym błonnik       | 1,8–8,4 g           | witamina B6 | – mg     | sód                 | – mg                |
| tłuszcze            | 31,3–33,9 g         | witamina C  | 0 mg     | wapń                | 50–470 mg           |
| białko              | 17,3–19,4 g         | witamina PP | 3 mg     | potas               | – mg                |